# 212692 Lazauskaite
212692 Lazauskaite è un asteroide della fascia principale. Scoperto nel 2007, presenta un'orbita caratterizzata da un semiasse maggiore pari a 3,1131081 UA e da un'eccentricità di 0,0261112, inclinata di 10,38175° rispetto all'eclittica.